# Przhevalskite
La przhevalskite è un minerale.